# 中田英里
中田 英里（なかだ えいり、1988年11月16日 - ）は、日本の元ラグビー選手。

## プロフィール
- 東京都出身。
- ポジションはロック(LO)。
- 身長 194cm、体重 113kg
- ニックネームはエイリ。
- 日本A代表[1]やU20日本代表[2]、U19日本代表、高校日本代表に選ばれたことがある。

## 略歴
16歳からラグビーを始める。 
2007年、成蹊高校卒業後、早稲田大学に入る。なお成蹊高校時代、高校日本代表に選ばれたことがある。また2010年大学3年生時には日本代表のスコッドにも選ばれた。
2011年、早稲田大学卒業後、東芝ブレイブルーパスに加入。なお早稲田大学時代の同級生に有田隆平、榎本光祐、坂井克行、中濱寛造、宮澤正利、村田大志、山中亮平らがいる。
2012年10月14日に行われたジャパンラグビートップリーグ第6節の福岡サニックスブルース戦に先発出場で公式戦初出場を果たす。
2017年、清水建設ブルーシャークスに加入。
2021年、現役を引退した。